# 超級美鈔

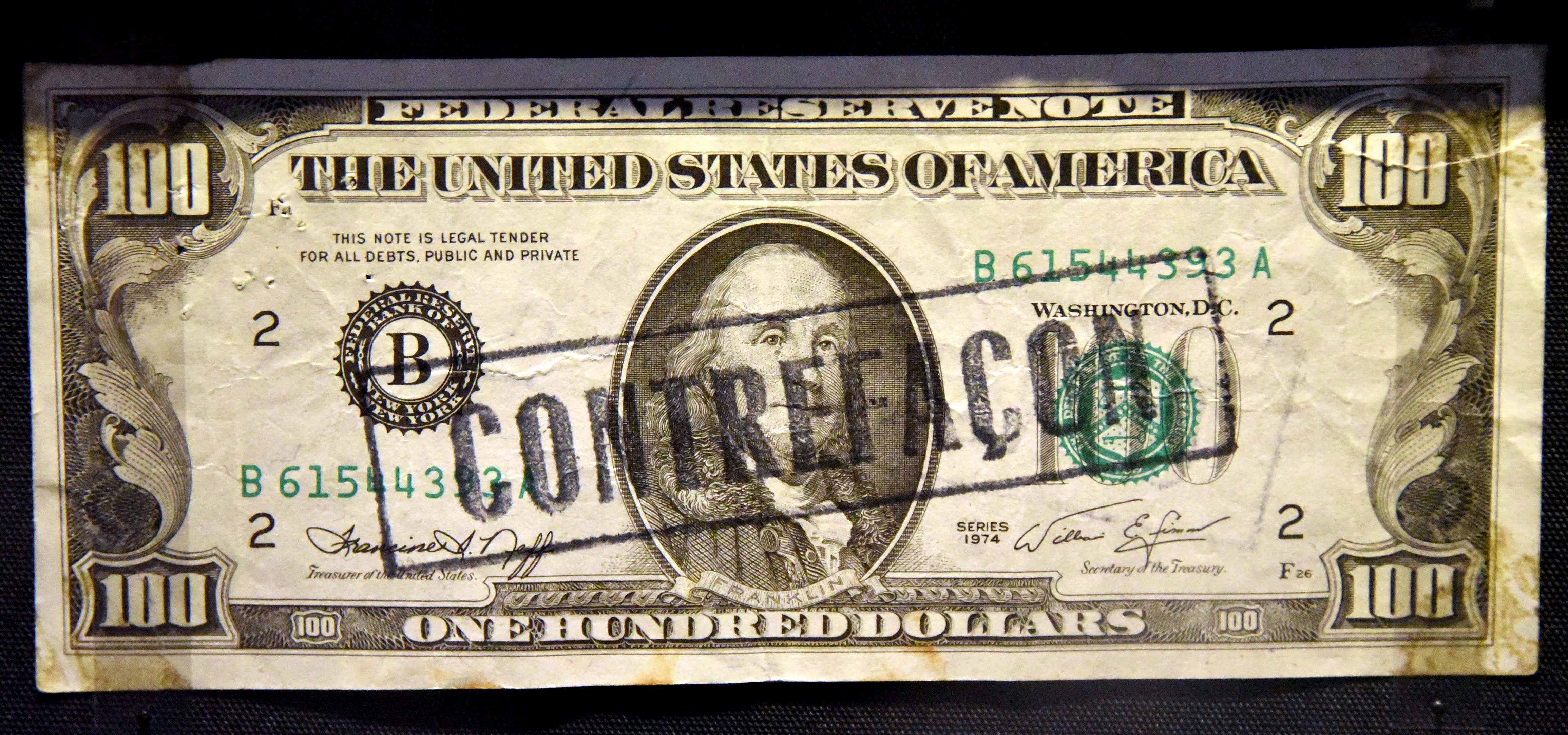
一張1974年版的一百元美鈔偽鈔目前陳列於大英博物館。這張鈔票在被識破後加蓋了橡皮圖章，以標示其為假鈔。

超級美鈔（英語：Superdollar）是指仿冒品質近乎完美的100美元纸币偽鈔，來源至今仍是個謎。雖然多數超級偽鈔能用傳統方式辨識，但更先進的偽鈔能規避部分檢測技術並在市面上流通。美國政府曾表示這些假鈔自1980年代末期就已經開始流入市場，至少到2000年7月仍有流通的紀錄。
各界對這類偽鈔的製造來源看法不一，美國政府則認為北韓涉有重嫌，指控其曾在多個國家散播超級美鈔。另一案例中，某英國犯罪集團也因製造超過35萬張假的一百元美鈔於2002年被捕。
為了對抗偽鈔問題，美國在2013年推出新版一百元紙鈔，加入了3D防偽條、變色數字、細微印刷等新設計強化防偽能力。

## 鈔票
這些鈔票以最高級油墨及紙張印製，代碼為Q17、R18、T20、U21、V22、Y25和Z26，以試圖完整複製整套防偽特徵，包括紅藍纖維、防偽線、防偽浮水印等，使鑑證專家在檢驗鈔票前，也需作全面的仔細研究，方能鑑別真假。美國經濟情報局把這些超級偽鈔分類為PN-14342，這些鈔票的印程應用了凹版印刷及字體排印技術。
不少逃出朝鮮的人指稱這些鈔票確實是來自朝鮮，廠房別名為「39號辦公室」，位於平安南道的平城市（평성시）。其中一名逃出朝鮮的人把偽鈔送交予南韓国家情报院的鑑證專家，他們也不相信這些均是偽鈔。《舊金山記事報》（San Francisco Chronicle）曾訪問一名知情的朝鮮化學家，他供出鈔票的技術詳情，散佈方面則是透過朝鮮的外交官員及國際犯罪組織將之流通的。
根据情报人士透露，“超级美元”最早是由中情局在1970年代向伊朗巴勒維國王输出的技术，用于购买軍火、设备，以镇压伊朗革命；然而伊朗革命胜利后，新領導人霍梅尼就利用和改良从美国获得假美元技术，疯狂开动印刷机器。一方面是伊朗宗教革命输出需要经费，另一方面也是报复和打击美国。

## 散佈方法
這些「超級偽鈔」以下列兩條途徑散佈：
- 朝鮮的外交官員如要造訪其他國家，必先途經莫斯科。他們從各朝鮮大使館接收美元作開支，這些偽鈔會以大約一比一的比例混在真鈔中，不少外交官員均不知悉存在偽鈔。
- 英國的地下犯罪網路。武裝組織「愛爾蘭共和軍」參謀長Seán Garland曾與部分前克格勃人員到訪莫斯科的朝鮮領事館，使館委托Garland把偽鈔帶往都柏林及伯明翰，並兌換為英鎊及其他真鈔。[9][10]除此之外，他還涉及其他跨國犯罪活動，金額數以百萬計。Garland後來在北愛爾蘭的貝爾法斯特被捕，但透過保外就醫得以飛往愛爾蘭共和國。愛爾蘭並未與美國簽署引渡條約，但Garland表示，如果他受愛爾蘭法庭審判，便會向當局投降。

在調查人員確認源頭為朝鮮之前，曾懷疑這些偽鈔來自伊朗或敘利亞。

## 打擊偽鈔
美國自2004年起便把目標鎖定為朝鮮，試圖遏止偽鈔流通，並調查中國銀行、滙業銀行及誠興銀行，以及禁止美國國民使用滙業銀行理財。並威脅向朝鮮實施有關核武以外的制裁。
另在美國兩次執法行動中，合計把87名涉嫌藏有偽鈔的人士拘捕。
不過，有關超級美鈔的來源亦眾說紛紜。2007年1月，德國最大報章法蘭克福彙報引述美國政府匿名消息指，這批偽鈔來源華盛頓附近一間由中情局擁有的印刷廠，並質疑中情局利用偽鈔作為經費，避免受制於國會的預算，但目前美國政府仍未對指控作回應。
中國大陸和南韓起初不大相信朝鮮是這些偽鈔的源頭。2006年1月11日，据朝鲜日报引述韩国外交部人士称，北京方面發表自身調查結果，指朝鮮不能逃避罪責，並會向朝鮮施壓促使停止有關活動。南韓則試圖扮演中間人角色，聯合各政黨並以溫和態度發表可接受的結果。同年1月22日的大型會議中，美國供出有關證據，並要求南韓制裁朝鮮，但被拒絕。南韓稱會向朝鮮有關組織作出譴責，而非朝鮮政府，認為不使用強硬措辭可說服朝鮮繼續六方會談。有人認為，南韓此舉有損韓美關係，並矮化在朝鮮問題中的扮演角色。
不少朝鮮外交官員曾因藏有偽鈔而被捕，但他們透過外交豁免權避過執法部門的指控。
2006年2月2日，日本各銀行跟隨美國，自發性向滙業銀行實施制裁。同年8月日本《產經新聞》報導指朝鮮在10個國家共開設23個賬戶，主要用作清洗黑錢。

## 外部連結
- 造假鈔疑雲：美國特務在朝鮮供出“驚人證據” (多維新聞網) 2010-3-01 22:58 （页面存档备份，存于）